# Sindrome di Russell-Silver
La sindrome di Russell-Silver o sindrome di Silver-Russell è un raro disturbo della crescita. È uno tra gli oltre 200 tipi di nanismo e uno dei cinque tipi di nanismo primordiale ed è una delle poche forme che è considerata curabile in alcuni casi.

## Epidemiologia
Si verifica in circa 5-10 casi ogni milione di nascite.

## Eziologia
La causa esatta non è nota, ma la ricerca attuale punta verso una componente genetica, possibilmente seguendo i geni materni. La maggior parte dei casi descritti sono sporadici e senza storia familiare. L'eredità è eterogenea e non segue un singolo modello. In alcuni casi sarebbe collegata al cromosoma X. Il 10 % degli affetti presenta disomia uniparentale materna del cromosoma 7.
Anche difetti d'imprinting del cromosoma 11 nella regione 11p15 possono essere responsabili della patologia: il difetto coinvolge l'ipometilazione di H19 e IGF-2.
Come altre malattie, quali la sindrome di Prader-Willi, la sindrome di Angelman e la sindrome di Beckwith-Wiedemann, può essere associata all'uso di tecniche di procreazione assistita come la fecondazione in vitro.

## Clinica
Il quadro clinico è caratterizzato da anomalie del volto, come aspetto triangolare con una fronte ampia, micrognazia, anomalie dei denti e bocca larga con entrambi gli angoli delle labbra verso il basso, mancanza di appetito. La crescita è ritardata, sia all'interno del grembo materno, sia per tutta l'infanzia, e i pazienti raggiungono un'altezza finale ridotta, intorno 1,50 m per gli uomini e 1,40 m nelle donne. Il corpo è asimmetrico con ipertrofia relativa e le mani possono essere caratterizzate da sindattilia e clinodattilia.

## Trattamento
La sindrome può indirettamente essere curata tramite la somministrazione di farmaci che inducono un aumento dell'appetito. La cura principale consiste invece nell'iniezione di ormoni della crescita. I risultati del trattamento sono spesso ottimi ed i pazienti raggiungono in alcuni casi stature pienamente nella media.